# Wolfsland: Irrlichter
Irrlichter ist ein deutscher Fernsehfilm von Till Franzen aus dem Jahr 2018. Es handelt sich um den 4. Filmbeitrag der ARD-Kriminalfilmreihe Wolfsland mit Götz Schubert und Yvonne Catterfeld in den Hauptrollen.

## Handlung
Viola Delbrück und Butsch Schulz ermitteln im Mordfall des Gasthofbesitzers Arnold Olmützer, der in einem Teich im Wald am Hochstein aufgefunden wurde. Im Ort war der Mann recht beliebt und hat den Touristen sehr leidenschaftliche Stadtführungen gegeben, bei denen er gern schaurig-schöne okkulte Anekdoten aus der Lokalgeschichte vortrug. In seiner Familie geht es dagegen weniger harmonisch zu. Seit Olmützers Frau vor 10 Jahren gestorben war, hat deren Schwester ihm immer hilfreich zur Seite gestanden, doch seit einiger Zeit hatte Olmützer eine Schweizer Freundin. Auch seinen beiden Söhnen Clemens und Bastian dürften die neuen Pläne ihres Vaters wenig gefallen haben. Während Clemens und dessen Frau aufopfernd den Landgasthof führten, hatte sich Bastian nach dem Tod seiner Mutter nicht mehr bei der Familie sehen lassen. Erst vor kurzem ist er wieder aufgetaucht. Und wie sich jetzt herausstellt, wollte Olmützer seine Lebensversicherung auf Bastian überschreiben, sehr zum Missfallen von Clemens. Er hoffte auf die Kapitalspritze, die er dringend für den Gasthof bräuchte. Sein Vater wehrte sich gegen jegliche Neuerungen und so gingen die Buchungen immer mehr zurück.
Derweil will sich Olmützers Schweizer Freundin aus Deutschland absetzen und die Ermittler kommen dahinter, dass sie eine gesuchte Heiratsschwindlerin ist. Sie können sie gerade noch rechtzeitig an der Flucht hindern. Einen direkten Zusammenhang mit dem Mord können sie ihr jedoch nicht nachweisen.
Delbrück und Schulz sind sich sicher, dass die Lösung des Falls in der Familie zu suchen ist. Die Mutter litt an Epilepsie und war eines Abends nach einem Anfall in der Badewanne ertrunken. Bastian hatte seinem Vater die Schuld daran gegeben, weil diesem seine kranke Frau immer mehr zur Last fiel. Delbrück findet heraus, dass sich Bastian mit dem stadtbekannten Kriminellen Goran Tonka verabredet hatte, um seinem Vater eine Abreibung zu verpassen. Ob es aber wirklich dazu gekommen war, lässt sich nicht beweisen. Dagegen kommen die Ermittler dahinter, dass Olmützer vor seiner Frau mit seiner späteren Schwägerin ein Verhältnis hatte. Als Gesine Schwenk ein Kind von Arnold Olmützer bekam, hatte sie es zunächst bei ihm gelassen und Bastian ist als Kind von Olmützer und seiner Frau aufgewachsen. Später, als Helene krank wurde, ist Gesine zurückgekehrt und hat Olmützer die Wirtschaft geführt. Als sie mit ansehen musste, wie der Mann, den sie liebte, mit einer fremden Frau weggehen wollte, hat sie ihn vor Wut umgebracht. Sie gesteht alles und erwähnt dabei, dass sie Olmützer auch von seiner kranken Frau „befreit“ hätte.

## Hintergrund
Irrlichter wurde vom 1. bis 29. November 2017 in Görlitz und Umgebung gedreht und am 31. Mai 2018 um 20:15 Uhr auf Das Erste erstausgestrahlt.
Andreas Schmidt, der überraschend 2017 verstarb und in den ersten beiden Episoden als Revierleiter Georg Ebertin agierte, wurde in dieser Folge durch Stephan Grossmann als Dr. Tobias Grimm abgelöst.

## Kritik
Tilmann P. Gangloff meinte auf tittelbach.tv: „Till Franzen bedient sich […] der üblichen Klischees, um Zwischenräume zu füllen (Drohnenflüge über Stadt und Land, Abendrot, wallender Nebel), und hindert seine Nebendarsteller nicht daran, übers Ziel hinauszuschießen. Dabei hat der Regisseur schon einige sehenswerte Filme gedreht.“ „Wenn in ‚Irrlichter‘ Spannung aufkommt, ist dies jedoch allein der erneut guten Musik zu verdanken, die stets vermittelt, das hinter den Bildern ein Abgrund lauern könnte; ansonsten aber ist der Krimi inhaltlich wie auch bildgestalterisch frei von Überraschungen.“
Bei Quotenmeter.de wertete Julian Miller: „Wie in nicht wenigen Krimis auf diesem Sendeplatz ist das Drama einmal mehr spannender als der Krimi, die menschliche Geschichte wesentlich faszinierender als die konstruierte Mitknobelei. Immer wieder zeigt ‚Wolfsland‘ mit dieser Folge, dass diese Reihe mehr könnte als das, was sie sein will, – und mit dem kompetenten Spiel der Hauptdarsteller Götz Schubert und Yvonne Catterfeld, die ihre Figuren beide angenehm unaffektiert und mit einer unaufdringlichen Fragilität anlegen, auch die personellen Ressourcen vor der Kamera hätte, eine entsprechende Ambition umzusetzen. “
Eric Leiman bei Prisma.de schrieb: „Das Geschehen erinnert eher an einen ‚Tatort‘ alter Schule denn an einen klassischen ARD-Donnerstagskrimi, in denen es normalerweise mehr um schöne Landschaften und kriminalistische Leichtigkeit als um die Wucht des Verbrechens geht. Doch selbst, wenn sich die Schauspieler alle Mühe geben – das Geheimnis, welches es in 90 Minuten aufzuklären gilt, könnten Fachzuseher des deutschen TV-Stangenkrimis eventuell schon ziemlich früh erraten.“
Die Berliner Morgenpost befand: „Buch und Regie steuern zwar nicht geradewegs auf die Klärung des Falles zu. Doch Erzählweise und Charakterzeichnung machen es dem Krimi-Erprobten relativ leicht, die Auflösung frühzeitig zu erahnen. Es sind vor allem die Nebenfiguren, die das Geschehen vorantreiben und dabei auch köstliche Akzente setzen.“ Fazit: „Nebel und Wolken über Görlitz. Ein paar flackernde Irrlichter weniger hätten dem Krimi gut getan.“